# Kalghatgi
Kalghatgi é uma panchayat (vila) no distrito de Dharwad, no estado indiano de Karnataka.

## Geografia
Kalghatgi está localizada a 15° 11′ N, 74° 58′ L. Tem uma altitude média de 536 metros (1758 pés).

## Demografia
Segundo o censo de 2001, Kalghatgi tinha uma população de 14 676 habitantes. Os indivíduos do sexo masculino constituem 51% da população e os do sexo feminino 49%. Kalghatgi tem uma taxa de literacia de 62%, superior à média nacional de 59,5%: a literacia no sexo masculino é de 69% e no sexo feminino é de 55%. Em Kalghatgi, 15% da população está abaixo dos 6 anos de idade.